# Крог, Хильдур
Хильдур Крог (норв. Hildur Krog; 22 марта 1922 — 25 августа 2014) — норвежская учёная-ботаник.

## Биография
Хильдур Крог родилась 22 марта 1922 года в Мудуме. В 1968 году защитила диссертацию по тематике лишайники Аляски и получила степень доктора философии. В 1971 году заняла пост куратора Ботанического музея Осло, а с 1987 до 1992 года работала профессором Университета Осло.
В 1992 году Хильдур Крог наградили медалью "Acharius" Международного общества лихенологов.
Она была членом Норвежской академии наук.
Умерла 25 августа 2014 года в Осло.

## Научные публикации
- 2000 "Corticolous macrolichens of low montane rainforests and moist woodlands of eastern Tanzania" ISBN 82-7420-041-1
- 1994 "Lavflora – Norske мимика - og bladlav" ISBN 82-00-41445-0
- 1988 "Macrolichens of East Africa" ISBN 0-565-01039-5
- 1973 "Macrolichens : of Denmark, Finland, Norway and Sweden" ISBN 82-00-02262-5